# Minuspio japonica
Minuspio japonica är en ringmaskart som först beskrevs av Toru Okuda 1935.  Minuspio japonica ingår i släktet Minuspio och familjen Spionidae. Inga underarter finns listade i Catalogue of Life.